# Ризерв (Висконсин)
Ризерв (енгл. Reserve) насељено је место без административног статуса у америчкој савезној држави Висконсин.

## Демографија
По попису из 2010. године број становника је 429, што је 7 (-1,6%) становника мање него 2000. године.
| Група             | 2000.      | 2010.      |
| Белци             | 77 (17,7%) | 46 (10,7%) |
| Афроамериканци    | 0 (0,0%)   | 0 (0,0%)   |
| Азијати           | 0 (0,0%)   | 0 (0,0%)   |
| Хиспаноамериканци | 0 (0,0%)   | 3 (0,7%)   |
| Укупно            | 436        | 429        |